# 替尼达普
替尼达普（INN：tenidap）是一种环氧合酶/5-脂氧合酶(COX/5-LOX)双效抑制剂和细胞因子调节消炎药候选药物。由辉瑞公司开发的具有治疗类风湿性关节炎前景的潜在药物。但因其肝肾毒性原因，1996年上市批准遭到美国FDA拒绝，辉瑞因此停止了对其开发。造成其肝肾毒性的原因是药物结构中含有噻吩基团的部分在体内代谢过程中会造成氧化损伤。